# Lentistivalius affinis
Lentistivalius affinis är en loppart som beskrevs av Li Kueichen 1986. Lentistivalius affinis ingår i släktet Lentistivalius och familjen Stivaliidae. Inga underarter finns listade i Catalogue of Life.